# مدرسة الأرض المخضرة الدولية
مدرسة الأرض المخضرة الدولية هي مدرسة فرنسية خاصة تقع في محافظة الجيزة، مصر.

## الروابط الخارجية
1. ↑  "IB schools in Egypt". مؤرشف من الأصل في 2014-10-26. اطلع عليه بتاريخ 2011-09-21.

- Green Land Pré Vert International School, Giza campus
- Green Land Pré Vert International School, Zayed campus
- IBO Profile for Green Land Pré Vert International School and Nursery
- School blog